# Гласс, Стивен
Стивен Рэндалл Гласс (англ. Stephen Randall Glass; 15 сентября 1972, Чикаго, США) — американский журналист и юрист, работавший в The New Republic с 1995 по 1998 год, пока не выяснилось, что многие из его опубликованных статей были сфабрикованы. Внутреннее расследование The New Republic установило, что большинство историй, которые он писал, либо содержали ложную информацию, либо были полностью вымышленными. Позже Гласс признал, что он выплатил более 200 000 долларов журналу и другим изданиям в компенсацию за плагиат.
После журналистского скандала Гласс сделал карьеру юриста. Хотя он получил степень доктора юридических наук в Юридическом центре Джорджтаунского университета и сдал экзамен на адвоката в Нью-Йорке и Калифорнии, он не смог стать лицензированным юристом ни в одном из Штатов из-за опасений, вызванных его скандальной репутацией. Вместо этого Гласс нашел работу в качестве помощника юриста в юридической фирме Carpenter, Zuckerman & Rowley, занимая должность директора специальных проектов и координатора судебной команды.
Гласс ненадолго вернулся к писательской деятельности, когда со своей точки зрения отразил собственную историю в романе «The Fabulist» в 2003 году. В том же году история Гласса была экранизирована в фильме «Афера Стивена Гласса», основанном на одноименной статье Vanity Fair. Главную роль исполнил Хейден Кристенсен.

## Биография
Гласс вырос в еврейской семье в пригороде Чикаго и обучался в средней школе Хайленд-Парка. Он окончил Пенсильванский университет в качестве Университетского ученого, где был исполнительным редактором студенческой газеты The Daily Pennsylvanian. Среди его коллег была Сабрина Эрдели, которая позже также оказалась вовлеченной в скандал из-за фабрикаций в своей статье в Rolling Stone «изнасилование в кампусе». Позже Гласс с отличием окончил Джорджтаунский университет со степенью доктора юридических наук и был назван стипендиатом в области права и экономики. Он был женат на адвокате и писательнице Джули Хильден, которая умерла в 2018 году.

## The New Republic
После окончания университета в 1994 году Гласс присоединился к The New Republic в 1995 году в качестве помощника редактора. Вскоре после этого 23-летний Гласс перешел к написанию фичеров. Работая полный рабочий день в TNR, он также писал для других журналов, включая Policy Review, George, Rolling Stone и Harper’s Magazine, а также участвовал в еженедельной часовой программе Public Radio International (PRI) This American Life, которую вел Айра Гласс (никакого отношения к Стивену).
Хотя Гласс пользовался лояльностью сотрудников The New Republic, его репортажи неоднократно вызывали возмущенные опровержения со стороны субъектов его статей, подрывая доверие к нему и приводя к частному скептицизму со стороны инсайдеров в журнале. Главный редактор журнала Мартин Перетц позже рассказал, что его жена сказала ему, что не считает рассказы Гласса заслуживающими доверия и перестала их читать.
В декабре 1996 года Центр науки в общественных интересах (CSPI) стал объектом враждебной статьи Гласса под названием «опасно для вашего психического здоровья». CSPI написала письмо в редакцию и выпустила пресс-релиз, в котором указала на многочисленные неточности и искажения, а также намекнула на возможный плагиат.
Организация Drug Abuse Resistance Education (D. A. R. E.) обвинила Гласса во лжи в своей статье в марте 1997 года «Don’t You D. A. R. E.». Редакция The New Republic вступилась за Гласса, а редактор Майкл Келли потребовал от CSPI извиниться перед ним.
В июньской статье 1997 года под названием «торговля маком» о конференции Университета Хофстры, посвященной Джорджу Бушу-старшему, Хофстра написал письмо, в котором перечислял ошибки в этой истории.
18 мая 1998 года The New Republic опубликовала статью Гласса (к тому времени помощника редактора) под названием «Hack Heaven», якобы рассказывающую историю 15-летнего хакера, который проник в компьютерную сеть компании, а затем был нанят этой компанией в качестве консультанта по безопасности. Статья начиналась следующим образом:
Ян Рестил, 15-летний компьютерный хакер, который выглядит как молодая версия Билла Гейтса, закатывает истерику. — «Я хочу больше денег. Я хочу „Миату“. Я хочу съездить в Диснейленд. Я хочу первый номер книги с комиксами Люди Икс. Я хочу пожизненную подписку на „Плейбой“ — Хочу больше денег! Хочу больше денег…»
По другую сторону стола руководители калифорнийской софтверной фирмы Jukt Micronics слушают и стараются деликатно угодить. — Простите, сэр, — неуверенно обращается один из костюмов к прыщавому подростку. «Извините. Простите, что перебиваю вас, сэр. Мы можем дать вам больше денег».
Адам Пененберг, репортер журнала Forbes, заподозрил неладное, когда обнаружил нулевые результаты поиска по «Jukt Micronics» и что у данной компании была только одна телефонная линия и чрезвычайно дилетантский сайт.

## Последствия
Впоследствии The New Republic установила, что по меньшей мере 27 из 41 статьи, написанной Глассом для журнала, содержали сфабрикованные материалы. Некоторые из 27, такие как «Don’t You D. A. R. E.», содержали реальные репортажи, переплетенные с сфабрикованными цитатами и инцидентами, в то время как другие, включая «Hack Heaven», были полностью выдуманы.
В процессе создания статьи «Hack Heaven» Гласс пошел на достаточно сложные меры, чтобы помешать обнаружению его обмана. Он создал учетную запись голосовой почты для Jukt Micronics; изготовление заметок о сборе историй; печать поддельных визитных карточек; и даже составление выпусков поддельного информационного бюллетеня сообщества компьютерных хакеров.
Что касается оставшихся 14 историй, Лейн в интервью, данном для DVD-издания 2005 года «Афера Стивена Гласса», сказал: «На самом деле, я бы поспорил, что многие вещи в этих 14 тоже поддельные. … Мы же не ручаемся, что они правдивы.» Rolling Stone, George и Harper’s также пересмотрели его работы. Rolling Stone и Harper’s нашли материал в целом точным, но утверждали, что у них нет возможности проверить информацию, потому что Гласс ссылался на анонимные источники. Джордж обнаружил, что по крайней мере в трех статьях, написанных для него Глассом, содержался плагиат.
В частности, Гласс сфабриковал цитаты в статье и извинился перед объектом статьи, Верноном Джорданом, который работал советником тогдашнего президента Билла Клинтона. Суд, подавший заявление Гласса в Калифорнийскую коллегию адвокатов, дал обновленную оценку его журналистской карьере: 36 его рассказов в New Republic были признаны сфабрикованными частично или полностью, а также три статьи для Джорджа, две статьи для Rolling Stone и одна для Policy Review.

## Дальнейшая работа
После журналистики Гласс получил степень доктора юридических наук в Юридическом центре Джорджтаунского университета. Затем в 2000 году он сдал экзамен в коллегию адвокатов штата Нью-Йорк, но комиссия адвокатов отказалась аттестовать его по тесту на моральную пригодность, сославшись на этические проблемы, связанные с его журналистской деятельностью. Позже он отказался от своих попыток быть принятым в коллегию адвокатов в Нью-Йорке.
В 2003 году он написал свою книгу «The Fabulist». Литературный редактор The New Republic Леон Визельтье высказался об этом так: «Этот мерзавец делает это снова. Даже когда дело доходит до расплаты за свои собственные грехи, он все равно не способен к художественной литературе. Карьеризм его раскаяния отталкивающе согласуется с карьеризмом его преступлений». One reviewer of The Fabulist commented, «The irony—we must have irony in a tale this tawdry—is that Mr. Glass is abundantly talented. He’s funny and fluent and daring. In a parallel universe, I could imagine him becoming a perfectly respectable novelist—a prize-winner, perhaps, with a bit of luck.» Также в 2003 году Гласс ненадолго вернулся к журналистике, написав статью о канадских законах о марихуане для Rolling Stone. 7 ноября 2003 года Гласс участвовал в дискуссии по журналистской этике в Университете Джорджа Вашингтона вместе с редактором, нанявшим его в New Republic, Эндрю Салливаном, который обвинил Гласса в том, что он «серийный лжец», использующий «раскаяние как карьерный ход».
Фильм о скандале «Афера Стивена Гласса» был выпущен в октябре 2003 года, где стилизованно отображены взлёт и падение Гласса в The New Republic. Фильм, появившийся вскоре после того, как The New York Times оказалась вовлечена в аналогичный скандал с плагиатом из-за обнаружения фальсификаций Джейсона Блэра, вызвал критику самой журналистской индустрии со стороны таких известных на национальном уровне журналистов, как Фрэнк Рич и Марк Боуден.